# Onthophagus cyaneoniger
Onthophagus cyaneoniger là một loài bọ cánh cứng trong họ Bọ hung (Scarabaeidae).